# قائمة أماكن المخطوطات الإسلامية
هذه قائمة بأماكن حفظ المخطوطات الإسلامية، التي تتوزع في العديد من المواقع، حيث لم تُبذَل جهود منسقة لجمعها في مكان واحد. كما أن بعض هذه المخطوطات قد لحق بها التلف مؤخرًا، في حين أن هناك عددًا ضخمًا لم يُحقَّق أو يُطبَع بعد.

## نطاق القائمة
تهدف هذه القائمة إلى جمع جميع المواقع التي تحتوي على المخطوطات الإسلامية التي وُضِعت منذ فجر العهد الإسلامي، وعليه فأكثرها مخطوطات عربية وفارسية، مع وجود أقل للمخطوطات التركية وغيرها من لغات المسلمين. القائمة محاولة لضم مواقع كل المخطوطات، لذلك قد تفتقر لبعض المواقع.

## التاريخ

### ما قبل المخطوطات
بدأت حضارات الشرق الأوسط التدوين بالنقوش على الطين المحروق، والأحجار، والألواح المعدنية، ثم اُكتُشف ورق البردي والجلود (الرق والرقوق)؛ ولكن ظلت الكتابة صعبة على كل هذه، وهي أقرب للنقوش. في الوقت نفسه، كانت الصين هي الحضارة الوحيدة التي قد عرفت الورق وصناعة المخطوطات منه، وظلت محافظة على هذه الصنعة سرًّا.

### المخطوطات
بعد معركة طلاس، تسربت صناعة الورق (المخطوطات) من الصين إلى العالم الإسلامي - ونشرها المسلمون في بقية دول العالم مثل البيزنطة وأوروبا - مما أتاح للمسلمين اختراع دور النشر في إطار ما عرف بصنعة الوراقة. وقد ازدهرت هذه الصناعة بشكل لافت خلال العصر العباسي الذهبي، مع ازدهار العلوم والمعارف وتأليف الكتب. وكانت بغداد في ذلك الحين تكتظ بحوانيت الوراقين، وأصبح لها سوق خاص أطلق عليه سوق الوراقين، حيث كانت تلك الحوانيت ملاذًا للأدباء والشعراء والمفكرين العرب. وغالبًا ما كان الوراق ينتمي إلى الطبقات المثقفة من المجتمع، وكان يتولى نسخ مؤلفات العلماء والأدباء، ويزود بها من يرغب فيها. وكان الوراقون يتعاونون مع عدد من النساخ المعروفين بإجادتهم للخط واحترافهم لفن الكتابة، إذ كان الوراق أو المؤلف يملي عليهم الكتاب الذي يرغب في نسخه. وظلت مؤلفات المسلمين تُكتَب في المخطوطات حتى وصول الورق المُطبَّع لهم من أوروبا وثم الورق الصناعي الحديث والذي لا زال يُستخدَم لليوم.

### نشر الكتب القديمة حديثًا
تُنشَر الكتب القديمة مثل مقدمة ابن خلدون، من خلال جمع النسخ المعروفة لمخطوطات المُؤلَّف، وتحقيقها والتدقيق فيها، وثم نشرها للعامة.

## أهم الأحداث التي دمرت المخطوطات الإسلامية
يرجع ضياع العديد من المخطوطات العربية والإسلامية إلى أحداث كثيرة، أهمها:
- محرقة مكتبة الحكم المستنصر بالله (مكتبة الأندلس) الأندلسية على يد القشتاليين (976)
- محرقة مكتبة الري على يد الأتراك الغزنويين (1029)
- محرقة مكتبة ابن سينا على يد الأتراك الغزنويين (1034)
- محرقة مكتبة بني عمار (دار العلم) الفاطمية على يد الصليبيين (1109)
- محرقة مكتبة غزنة على يد الأتراك الغوريين (1151)
- محرقة مكتبة نيسابور على يد أتراك الأوغوز (1154)
- محرقة مكتبة القسطنطينية على يد الصليبيين (1204)
- محرقة مكتبة قلعة ألموت على يد المغول (1256)
- محرقة مكتبة بيت الحكمة على يد المغول (1258)
- محرقة مكتبة المدرسة الغرناطية الأندلسية على يد القشتاليين (1499)
- زلزال المكتبة الملكية البرتغالية (1755)
- تدمير المخطوطات على يد جاك فرانسوا مينو عند خروج الفرنسيين من مصر (1801)
- محرقة مكتبة المسجد العثمانية البلغارية على يد المتمردين البلغار (1877)
- محرقة عدد من المكتبات في إسبانيا على يد مناهضي رجال الدين (1931)
- قصف المكتبة الوطنية الصربية على يد الألمان في الحرب العالمية الثانية (1941)
- قصف مكتبة سيريل وميثوديوس الوطنية على يد الحلفاء في الحرب العالمية الثانية (1944)
- اختفاء مخطوطات المكتبة الوطنية اللبنانية بسبب الحرب الأهلية اللبنانية (1975)
- تدمير مكتبات ومخطوطات مثل مكتبة عبد الرزاق الوهاب آل طعمة على يد قوات صدام حسين العراقية خلال الانتفاضة الشعبانية (1991)
- تدمير المكتبة الوطنية والجامعية في البوسنة والهرسك على يد جيش صرب البوسنة (1992)
- تدمير معهد البحوث الأبخازية للتاريخ واللغة والأدب والمكتبة الوطنية لأبخازيا على يد القوات المسلحة الجورجية (1992)
- تدمير مكتبة بول خومري العامة على يد طالبان (1998)
- نهب عدد كبير من مكتبات العراق على يد الأمريكان خلال الغزو الأمريكي للعراق (2003)
- تسونامي وصل إلى عدد من المكتبات والمحفوظات والمتاحف في إندونيسا وماليزيا والمالديف (2004)
- تدمير مخطوطات المعهد العلمي المصري خلال اشتباكات ثورة 25 يناير (2011)
- محرقة مكتبة تمبكتو على يد متطرفين إسلاميين (2013)
- حريق مكتبة صاح اللبنانية المجهول (2014)
- شغب أمام الأرشيف الوطني للبوسنة والهرسك (2014)
- حرق وتدمير كل مخطوطات مكتبات الموصل والأنبار على يد داعش، مرة في (2014)، ثم مرة أخرى في (2015)

## القائمة
| الموقع                                                    | الدولة                   | العدد       | ملاحظات |
| --------------------------------------------------------- | ------------------------ | ----------- | --- |
| مكتبة المخطوطات للجنة التراث والتاريخ بأبو ظبي            | الإمارات العربية المتحدة | 700         | لا يوجد |
| المكتبة الوطنية (أبو ظبي)                                 | الإمارات العربية المتحدة | 1190        | لا يوجد |
| مكتبة زايد المركزية، جامعة العين                          | الإمارات العربية المتحدة | 832         | لا يوجد |
| مركز جمعة الماجد للثقافة والتراث بدبي                     | الإمارات العربية المتحدة | 800         | لا يوجد |
| دار المخطوطات في إمارة الشارقة                            | الإمارات العربية المتحدة | غير محدد    | لا يوجد |
| الجامعة الأردنية (القاعة الهاشمية)                        | الأردن                   | 75          | لا يوجد |
| مركز الوثائق والمخطوطات                                   | الأردن                   | 500         | لا يوجد |
| متحف الأردن بعمان                                         | الأردن                   | غير محدد    | ويحتوي على مخطوطات البحر الميت |
| مكتبة غازي خسروبك الإسلامية                               | البوسنة والهرسك          | غير محدد    | لا يوجد |
| مجموعات أخرى من المخطوطات في مدينة سراييفو                | البوسنة والهرسك          | غير محدد    | لا يوجد |
| معهد الاستشراق                                            | البوسنة والهرسك          | غير محدد    | لا يوجد |
| المكتبة الشعبية والجامعية العامة                          | البوسنة والهرسك          | غير محدد    | لا يوجد |
| دار المحفوظات                                             | البوسنة والهرسك          | غير محدد    | لا يوجد |
| مجموعات أخرى من المخطوطات خارج مدينة سراييفو              | البوسنة والهرسك          | غير محدد    | لا يوجد |
| معهد الدراسات الشرقية                                     | البوسنة والهرسك          | غير محدد    | يوجد كتاب عنوانه فهرس المخطوطات العربية والتركية والفارسية والبوسنوية في معهد الدراسات الشرقية في سراييفو. يصف هذا الفهرس 203 مخطوطة بمعهد الدراسات الشرقية في سراييفو من مجموع 5263 مخطوطة كان يضمها المعهد قبل حرقه خلال فترة الحرب سنة 1992م. |
| المكتبة التشيكية الوطنية                                  | جمهورية التشيك           | غير محدد    | لا يوجد |
| مكتبة Manuscriptorium الرقمية                             | جمهورية التشيك           | غير محدد    | عدد صغير جدا مخوطات إسلامية |
| مجموعة الشيخ البشر                                        | الجزائر                  | 400         | لا يوجد |
| مجموعة محمد بن يوسف إطفيش                                 | الجزائر                  | 500         | لا يوجد |
| زاوية بوده                                                | الجزائر                  | 300         | لا يوجد |
| زاوية سيدي القاسم                                         | الجزائر                  | 100         | لا يوجد |
| خزانة كوسان                                               | الجزائر                  | 300         | لا يوجد |
| زاوية قصر ملوكة                                           | الجزائر                  | 300         | لا يوجد |
| المكتبة الوطنية الجزائرية                                 | الجزائر                  | 3576        | لا يوجد |
| زاوية الأحداب                                             | الجزائر                  | 300         | لا يوجد |
| مجموعة الحاج مبارك بن صالح                                | الجزائر                  | 300         | لا يوجد |
| مجموعة الشيخ بوزيد                                        | الجزائر                  | 410         | لا يوجد |
| خزانة الشيخ عبد القادر العثماني                           | الجزائر                  | 500         | لا يوجد |
| دار التلاميذ                                              | الجزائر                  | 228         | لا يوجد |
| زاوية عيد ماضي                                            | الجزائر                  | 281         | لا يوجد |
| زاوية سيدي خليفة                                          | الجزائر                  | 200         | لا يوجد |
| مجموعة الشيخ بيانو الحاج محمد بن يوسف                     | الجزائر                  | 130         | لا يوجد |
| زاوية مطارقة                                              | الجزائر                  | 800         | لا يوجد |
| زاوية عجاجة                                               | الجزائر                  | 100         | لا يوجد |
| زاوية بطيوه                                               | الجزائر                  | 250         | لا يوجد |
| مكتبة الملكية الدنماركية في كوبنهاغن وخزانتها             | الدنمارك                 | غير محدد    | هناك كتابان هما فهرسان، لعدنان جواد طعمة، أحدهما عن المكتبة والآخر عن الخزانة |
| مكتبة الحرم المكي الشريف                                  | السعودية                 | 9071        | لا يوجد |
| مكتبة عارف حكمت                                           | السعودية                 | 10000+      | لا يوجد |
| مكتبة عبد الله بن العباس بالطائف                          | السعودية                 | 450         | لا يوجد |
| مكتبة الحرم النبوي الشريف                                 | السعودية                 | 942         | لا يوجد |
| المكتبة العامة السعودية                                   | السعودية                 | 600         | لا يوجد |
| مكتبة مكة المكرمة                                         | السعودية                 | 1200        | لا يوجد |
| مكتبة الملك عبد العزيز العامة بالمدينة المنورة            | السعودية                 | 15765       | لا يوجد |
| جامعة الملك عبد العزيز - المكتبة المركزية - قسم المخطوطات | السعودية                 | 3017        | لا يوجد |
| جامعة الإمام محمد بن سعود الإسلامية بالرياض               | السعودية                 | 9000        | لا يوجد |
| جامعة الملك سعود ( الرياض سابقا)                          | السعودية                 | 7350        | لا يوجد |
| مكتبة مركز الملك فيصل للبحوث والدراسات الإسلامية بالرياض  | السعودية                 | 9000        | لا يوجد |
| مكتبة الملك عبد العزيز العامة بالرياض                     | السعودية                 | 377         | لا يوجد |
| مكتبة الملك فهد الوطنية بالرياض                           | السعودية                 | 350         | لا يوجد |
| مكتبة الجامعة الإسلامية بالمدينة المنورة                  | السعودية                 | 3544        | لا يوجد |
| مكتبة جامعة أم القرى بمكة المكرمة                         | السعودية                 | 1852        | لا يوجد |
| مخطوطات أسرة آل عبد القادر                                | السعودية                 | غير محدد    | لا يوجد |
| مكتبة جامعة أوبسالا                                       | السويد                   | غير محدد    | لا يوجد |
| مكتبة جامعة لند                                           | السويد                   | غير محدد    | ومنها مجموعة جارن |
| مكتبة النجف                                               | العراق                   | غير محدد    | لا يوجد |
| مكتبة كربلاء                                              | العراق                   | غير محدد    | لا يوجد |
| مكتبة بغداد                                               | العراق                   | غير محدد    | لا يوجد |
| مكتبة الموصل                                              | العراق                   | غير محدد    | لا يوجد |
| مكتبة الأوقاف بالموصل                                     | العراق                   | غير محدد    | لا يوجد |
| مكتبة أربيل                                               | العراق                   | غير محدد    | لا يوجد |
| مكتبة كركوك                                               | العراق                   | غير محدد    | لا يوجد |
| مكتبة سامراء                                              | العراق                   | غير محدد    | لا يوجد |
| مكتبة البصرة                                              | العراق                   | غير محدد    | لا يوجد |
| مكتبة بعقوبة                                              | العراق                   | غير محدد    | لا يوجد |
| مكتبة جامعة الكويت                                        | الكويت                   | 3910        | 3850 (مخطوطات مصورة على الميكروفيلم) + 60 (مخطوطات أصلية) |
| وزارة الأوقاف والشؤون الإسلامية                           | الكويت                   | غير محدد    | فهرس صغير للمخطوطات المصورة |
| المكتبة العامة المركزية                                   | الكويت                   | 155         | لا يوجد |
| المتحف الكويتي                                            | الكويت                   | غير محدد    | المخطوطات في قاعة المخطوطات |
| خزانة المستشرق فمبيري                                     | المجر                    | غير محدد    | لا يوجد |
| الخزانة الحسنية                                           | المغرب                   | 10951       | لا يوجد |
| المكتبة الوطنية                                           | المغرب                   | 11334       | لا يوجد |
| خزانة القرويين                                            | المغرب                   | 3823        | لا يوجد |
| خزانة ابن يوسف                                            | المغرب                   | 2400        | لا يوجد |
| الخزانة العامة                                            | المغرب                   | 2407        | لا يوجد |
| خزانة الجامع الكبير                                       | المغرب                   | غير محدد    | لا يوجد |
| خزانة زاوية تامكروت                                       | المغرب                   | 4200        | لا يوجد |
| خزانة زاوية آيت عياش                                      | المغرب                   | 791         | لا يوجد |
| خزانة زاوية تناغملت                                       | المغرب                   | غير محدد    | لا يوجد |
| خزانة زاوية أبي الجعد                                     | المغرب                   | غير محدد    | لا يوجد |
| خزانة زاوية سيدي حمزة                                     | المغرب                   | غير محدد    | لا يوجد |
| خزانة الصبيحي                                             | المغرب                   | غير محدد    | لا يوجد |
| خزانة الحبيب بن صلاح                                      | المغرب                   | غير محدد    | لا يوجد |
| خزانة عبد الهادي بن عبد السلام العصري                     | المغرب                   | غير محدد    | لا يوجد |
| خزانة الفقيه محمد بن محمد الجابري                         | المغرب                   | غير محدد    | لا يوجد |
| خزانة عبد المالك بن الفقيه                                | المغرب                   | غير محدد    | لا يوجد |
| خزانة إدريس اتود                                          | المغرب                   | غير محدد    | لا يوجد |
| خزانة أحمد الفرطاح                                        | المغرب                   | غير محدد    | لا يوجد |
| خزانة أحمد المزوري                                        | المغرب                   | غير محدد    | لا يوجد |
| خزانة الاوجيري                                            | المغرب                   | غير محدد    | لا يوجد |
| خزانة عبد الباقي العروسي بن علي                           | المغرب                   | غير محدد    | لا يوجد |
| خزانة محمد بن يحيى                                        | المغرب                   | غير محدد    | لا يوجد |
| خزانة مولاي الحفيظ العلوي                                 | المغرب                   | غير محدد    | لا يوجد |
| خزانة محمد الحبيب                                         | المغرب                   | غير محدد    | لا يوجد |
| خزانة عمر عواد                                            | المغرب                   | غير محدد    | لا يوجد |
| خزانة أحمد معنينو                                         | المغرب                   | غير محدد    | لا يوجد |
| خزانة عبد الوهاب لحلو                                     | المغرب                   | غير محدد    | لا يوجد |
| خزانة أحمد بن ابراهيم نجيب                                | المغرب                   | غير محدد    | لا يوجد |
| خزانات المغفور له الملك الحسن الثاني                      | المغرب                   | غير محدد    | لا يوجد |
| خزانة مؤسسة عبد العزيز آل سعود                            | المغرب                   | غير محدد    | لا يوجد |
| خزانة مؤسسة عبد الله كنون                                 | المغرب                   | غير محدد    | لا يوجد |
| خزانة العين                                               | المغرب                   | غير محدد    | لا يوجد |
| المكتبة الوطنية النمساوية                                 | النمسا                   | غير محدد    | هناك كتاب لهيلينا لوبشتان عن المخطوطات، وتحديدًا عن مخطوطات الرياضيات |
| معهد الأبحاث والعلوم الإنسانية بجامعة النيامي             | النيجر                   | غير محدد    | أهمها مخطوطات النيجر |
| مخطوطات دلهي                                              | الهند                    | غير محدد    | لا يوجد |
| مخطوطات حيدر أباد                                         | الهند                    | غير محدد    | لا يوجد |
| مخطوطات مدارس                                             | الهند                    | غير محدد    | لا يوجد |
| مخطوطات كلكته                                             | الهند                    | غير محدد    | لا يوجد |
| مخطوطات بتنه                                              | الهند                    | غير محدد    | لا يوجد |
| جامعة إنديان                                              | الولايات المتحدة         | غير محدد    | لا يوجد |
| مكتبة جامعة براون                                         | الولايات المتحدة         | غير محدد    | لا يوجد |
| الجامعة الكاثوليكية في واشنطن                             | الولايات المتحدة         | غير محدد    | وقد فهرسهم محمد إبراهيم الشيباني في كتاب |
| جامعة بنسلفانيا                                           | الولايات المتحدة         | غير محدد    | لا يوجد |
| جامعة ديوك                                                | الولايات المتحدة         | غير محدد    | لا يوجد |
| مكتبة جامعة ميشيغان                                       | الولايات المتحدة         | غير محدد    | لا يوجد |
| مكتبة الكونغرس                                            | الولايات المتحدة         | غير محدد    | لا يوجد |
| جامعة برينستون                                            | الولايات المتحدة         | غير محدد    | لا يوجد |
| جامعة بنسلفينيا                                           | الولايات المتحدة         | غير محدد    | لا يوجد |
| جامعة كاليفورنيا                                          | الولايات المتحدة         | غير محدد    | لا يوجد |
| متخف كليفلند الفني                                        | الولايات المتحدة         | غير محدد    | لا يوجد |
| متحف لوس آنجلس الفني                                      | الولايات المتحدة         | غير محدد    | لا يوجد |
| مكتبة موركن                                               | الولايات المتحدة         | غير محدد    | لا يوجد |
| متحف ولترز للفنون                                         | الولايات المتحدة         | غير محدد    | لا يوجد |
| جامعة هارفرد                                              | الولايات المتحدة         | غير محدد    | لا يوجد |
| متحف هل                                                   | الولايات المتحدة         | غير محدد    | لا يوجد |
| مكتبة نيو يورك العامة                                     | الولايات المتحدة         | غير محدد    | لا يوجد |
| مخطوطات الطب الإسلامي في المكتبة الوطنية لعلم الطب        | الولايات المتحدة         | غير محدد    | لا يوجد |
| جامعة يوتا                                                | الولايات المتحدة         | غير محدد    | لا يوجد |
| مكتبة جامعة ييل                                           | الولايات المتحدة         | غير محدد    | لا يوجد |
| خزانة هانز ديبر                                           | اليابان                  | غير محدد    | اليوم هي جزء من معهد الثقافة الشرقية بجامعة طوكيو |
| مكتبة دير الإسكوريال بمدريد                               | إسبانيا                  | 1900        | العربية 1870، والبقايا بلغات أخرى. وتوجد هناك الخزانة الزيدانية |
| المكتبة الوطنية بمدريد                                    | إسبانيا                  | 2000        | العربية 1898، والبقايا بلغات أخرى |
| مكتبة دير مونتسرات                                        | إسبانيا                  | 200         | لا يوجد |
| المكتبة البلدية في قرطبة                                  | إسبانيا                  | غير محدد    | لا يوجد |
| المجلس الأعلى للبحوث العلمية                              | إسبانيا                  | غير محدد    | لا يوجد |
| مكتبة الدير الملكي سان لورينزو                            | إسبانيا                  | غير محدد    | لا يوجد |
| جامعة ترتو                                                | إستونيا                  | غير محدد    | لا يوجد |
| مخطوطات إندونيسيا                                         | إندونيسيا                | غير محدد    | مخطوطات متفرقة |
| مكتبة الإمام الصادق                                       | إيران                    | 1185        | لا يوجد |
| المكتبة المركزية لجامعة إصفهان                            | إيران                    | 1180        | لا يوجد |
| مكتبة عتبة حضرة أحمد بن موسى                              | إيران                    | 3000        | لا يوجد |
| المكتبة العامة طباطبائي                                   | إيران                    | 870         | لا يوجد |
| مجموعة أحمد افشار شيرازي                                  | إيران                    | 560         | لا يوجد |
| مكتبة اصغير مهدوي                                         | إيران                    | 869         | لا يوجد |
| مكتبة دائرة المعارف الإسلامية الكبرى                      | إيران                    | 5000        | لا يوجد |
| مكتبة مجلس الشورى الإسلامي                                | إيران                    | 16000       | لا يوجد |
| مكتبة مجلس الشورى الإسلامي (النسخة الثانية)               | إيران                    | 1750        | لا يوجد |
| المكتبة المركزية ومركز وثائق جامعة طهران                  | إيران                    | 14203       | لا يوجد |
| مكتبة مؤسسة الأبحاث والاطلاعات الثقافية                   | إيران                    | 700         | لا يوجد |
| المكتبة الوطنية                                           | إيران                    | 11877       | لا يوجد |
| مكتبة الملك في طهران                                      | إيران                    | غير محدد    | لا يوجد |
| مجموعة أسرة مير حسيني القزويني                            | إيران                    | 1500        | لا يوجد |
| مكتبة العتبة المقدسة بمدينة فم                            | إيران                    | 859         | لا يوجد |
| مكتبة آية الله كلبايكاني                                  | إيران                    | 5000        | لا يوجد |
| مكتبة المدرسة الحجتية                                     | إيران                    | 717         | لا يوجد |
| مكتبة المدرسة الفيضية                                     | إيران                    | 2100        | لا يوجد |
| مكتبة آية الله مرعشي النجفي                               | إيران                    | 25000       | لا يوجد |
| مكتبة المسجد الأعظم                                       | إيران                    | 3955        | لا يوجد |
| مجموعة عبد المجيد مولوي                                   | إيران                    | 678         | لا يوجد |
| مكتبة جامع كوهرشاد                                        | إيران                    | 2306        | لا يوجد |
| مكتبة العتبة الرضوية المقدسة                              | إيران                    | 29000       | يوجد فيه إحدى أندر وأوائل مخطوطات القرآن الحجازية، وهي مخطوطة المصحف بمشهد، محفوظة في مكتبة آستان قدس رضوي المركزية في مدينة مشهد الإيرانية، لا تُعرض للزوار إلا في بضعة أيام في السنة تحددها المكتبة خوفًا على المخطوط من التلف |
| مكتبة مدرسة نواب                                          | إيران                    | 712         | لا يوجد |
| مكتبة مدرسة عالم همدان                                    | إيران                    | 2555        | لا يوجد |
| مجموعة علي علومي                                          | إيران                    | 1000        | لا يوجد |
| مكتبة جامعة بولونيا                                       | إيطاليا                  | 500         | لا يوجد |
| المكتبة الوطنية المركزية في فلورنسا                       | إيطاليا                  | 137         | لا يوجد |
| مكتبة الفاتيكان                                           | إيطاليا                  | غير محدد    | لا يوجد |
| مكتبة جامعة ملبورن                                        | أستراليا                 | غير محدد    | لا يوجد |
| المكتبة الوطنية الألبانية                                 | ألبانيا                  | غير محدد    | وقد جمع معلومات عن معظمها محمد الأرنووط في كتابه المخطوطات العربية في ألبانيا |
| قلموس                                                     | ألمانيا                  | غير محدد    | مشروع مشترك بين المكتبات الألمانية |
| مكتبة برلين الحكومية                                      | ألمانيا                  | غير محدد    | لا يوجد |
| المكتبة البافارية الحكومية                                | ألمانيا                  | غير محدد    | لا يوجد |
| مكتبة دير البنديكتي سانت بونيفاس                          | ألمانيا                  | 150         | لا يوجد |
| مكتبة الدولة ببرلين                                       | ألمانيا                  | 11730       | لا يوجد |
| مكتبة جامعة توبنجن                                        | ألمانيا                  | 550         | لا يوجد |
| مكتبة الدولة والجامعة في جوتنجن                           | ألمانيا                  | 320         | لا يوجد |
| المكتبة الدوقية في جوتا                                   | ألمانيا                  | 3317        | لا يوجد |
| مكتبة الدوق اغسطس                                         | ألمانيا                  | 170         | لا يوجد |
| مكتبة جامعة ليزج                                          | ألمانيا                  | 1056        | لا يوجد |
| مكتبة مدينة ومقاطعة ليزج                                  | ألمانيا                  | 376         | لا يوجد |
| مكتبة الدولة البافارية                                    | ألمانيا                  | 3894        | لا يوجد |
| مكتبة الجمعية الاستشراقية الألمانية                       | ألمانيا                  | 300         | لا يوجد |
| مكتبة جامعة هايدلبرج                                      | ألمانيا                  | 480         | لا يوجد |
| المكتبة الرفاعية جامعة لايبزيك                            | ألمانيا                  | غير محدد    | لا يوجد |
| مكتبة جامعة لايبزك العامة                                 | ألمانيا                  | غير محدد    | لا يوجد |
| مكتبة إقليم زاكسن (درزدن)                                 | ألمانيا                  | 448         | لا يوجد |
| مكتبة مركز كوتة في جامعة أرفورت                           | ألمانيا                  | 500         | لا يوجد |
| جامعة ماربورك                                             | ألمانيا                  | غير محدد    | لا يوجد |
| جامعة برلين الحرة                                         | ألمانيا                  | غير محدد    | يوجد باب اليمن الرقمي، وهو مشروع أوروبي لحفظ التراث المشرقي اليمني |
| جامعة فرايبورغ                                            | ألمانيا                  | 2500        | معظمها من موريتانيا في مشروع عمر |
| مكتبة زاكسن أنهالت                                        | ألمانيا                  | 3000        | لا يوجد |
| متحف الفن الإسلامي في برلين                               | ألمانيا                  | غير محدد    | لا يوجد |
| مكتبة ولاية برلين                                         | ألمانيا                  | غير محدد    | لا يوجد |
| مكتبة بافاريا                                             | ألمانيا                  | 4200        | لا يوجد |
| مكتبة جوثا للأبحاث                                        | ألمانيا                  | غير محدد    | لا يوجد |
| مكتبة جامعة لايبزيغ                                       | ألمانيا                  | غير محدد    | لا يوجد |
| مخطوطات خانات خوقند                                       | أوزبكستان                | غير محدد    | لا يوجد |
| مكتبة شيستربتي                                            | أيرلندا                  | 3510        | لا يوجد |
| مخطوطات بلوشتان-باكستان                                   | باكستان                  | غير محدد    | لا يوجد |
| المكتبة الزاهدية                                          | باكستان                  | غير محدد    | لا يوجد |
| المكتبة العامة مكتبة ديال سنغ الخيرية                     | باكستان                  | غير محدد    | وقد فهرسهم، حافظ ثناء الله الزاهدي في كتابه |
| المكتبة البريطانية                                        | المملكة المتحدة          | 10600       | لا يوجد |
| مكتبة المتحف البريطاني                                    | المملكة المتحدة          | 10600       | لا يوجد |
| مكتبة البودليان بجامعة أكسفورد                            | المملكة المتحدة          | 2350        | لا يوجد |
| مكتبة جامعة كمبردج                                        | المملكة المتحدة          | 1910        | لا يوجد |
| مكتبة جامعة بيرمنغهام                                     | المملكة المتحدة          | غير محدد    | وقد اشتهرت بوجود أقدم نسخة قرآن في العالم، وهي في مجموعة منغانا |
| الجمعية الملكية الآسيوية                                  | المملكة المتحدة          | غير محدد    | لا يوجد |
| جامعة إدنبرة                                              | المملكة المتحدة          | غير محدد    | لا يوجد |
| مخطوطات مكتبة ويلكوم                                      | المملكة المتحدة          | غير محدد    | لا يوجد |
| مكتبة جون رايلندز في مانشستر                              | المملكة المتحدة          | غير محدد    | لا يوجد |
| جامعة ليدز                                                | المملكة المتحدة          | غير محدد    | من ضمنها مصحف من غرب أفريقيا |
| كلية الدراسات الشرقية والإفريقية في لندن                  | المملكة المتحدة          | غير محدد    | لا يوجد |
| مكتبة الآغا خان                                           | المملكة المتحدة          | غير محدد    | لا يوجد |
| جامعة سوس لندن                                            | المملكة المتحدة          | غير محدد    | لا يوجد |
| المكتبة الوطنية البلغارية                                 | بلغاريا                  | غير محدد    | لا يوجد |
| مكتبة جاجيلونيان                                          | بولندا                   | غير محدد    | لا يوجد |
| مكتبة كيديك أحمد باشا العامة بآفيون                       | تركيا                    | 1452        | لا يوجد |
| مكتبة زينل زاده العامة بآق حصار                           | تركيا                    | 1508        | لا يوجد |
| المكتبة السليمية العامة بأدرنة                            | تركيا                    | 3309        | لا يوجد |
| مكتبة أدنه العامة                                         | تركيا                    | 2592        | لا يوجد |
| مكتبة إزمير القومية                                       | تركيا                    | 3052        | لا يوجد |
| مكتبة بايزيد الحكومية باسبرطة                             | تركيا                    | 11120       | لا يوجد |
| مكتبة جامعة إستانبول                                      | تركيا                    | 18602       | لا يوجد |
| مكتبة راغب باشا                                           | تركيا                    | 1274        | لا يوجد |
| مكتبة الحاج سليم أغا                                      | تركيا                    | 2952        | لا يوجد |
| المكتبة السليمانية                                        | تركيا                    | 67571       | لا يوجد |
| مكتبة كوبريلي                                             | تركيا                    | 3747        | لا يوجد |
| مكتبة متحف الآثار الإسلامية والتركية                      | تركيا                    | 16381       | لا يوجد |
| مكتبة متحف طوبقابي سراي                                   | تركيا                    | 13073       | لا يوجد |
| مكتبة مراد ملا                                            | تركيا                    | 2327        | لا يوجد |
| مكتبة نور عثمانية                                         | تركيا                    | 5025        | لا يوجد |
| المكتبة الوطنية                                           | تركيا                    | 8765        | لا يوجد |
| مكتبة بايزيد العامة بأماسيا                               | تركيا                    | 2065        | لا يوجد |
| مكتبة عدنان أوتوكن العامة                                 | تركيا                    | 5259        | لا يوجد |
| مكتبة كلية اللغات والتاريخ والجغرافيا بجامعة انقره        | تركيا                    | 14811       | لا يوجد |
| مكتبة مجمع التاريخ التركي                                 | تركيا                    | 1076        | لا يوجد |
| المكتبة العامة ببالكسير                                   | تركيا                    | 1537        | لا يوجد |
| المكتبة العامة ببوردور                                    | تركيا                    | 2312        | لا يوجد |
| مكتبة بورصة للمخطوطات وأوائل المطبوعات                    | تركيا                    | 13875       | لا يوجد |
| مكتبة جوروم العامة                                        | تركيا                    | 3494        | لا يوجد |
| مكتبة ديار بكر العامة بدارندة                             | تركيا                    | 3001        | لا يوجد |
| المكتبة العامة بقسطموني                                   | تركيا                    | 4256        | لا يوجد |
| مكتبة مخطوطات الإقليم بقونية                              | تركيا                    | 3363        | لا يوجد |
| مكتبة ومتحف أحمد راسخ عزت قويون اوغلي بقونية              | تركيا                    | 4468        | لا يوجد |
| مكتبة يوسف أغا بقونية                                     | تركيا                    | 5142        | لا يوجد |
| مكتبة راشد أفندي للآثار القديمة بقيصري                    | تركيا                    | 1965        | لا يوجد |
| مكتبة وحيد باشا العامة بكوتاهيه                           | تركيا                    | 3086        | لا يوجد |
| مكتبة مانيسا العامة                                       | تركيا                    | 5144        | لا يوجد |
| متحف صاقب صابونجي                                         | تركيا                    | غير محدد    | لا يوجد |
| جامعة كوج                                                 | تركيا                    | غير محدد    | لا يوجد |
| جامعة مرمرة                                               | تركيا                    | غير محدد    | لا يوجد |
| مكتبة إسميخان سلطان.                                      | تركيا                    | غير محدد    | لا يوجد |
| مكتبة عاطف أفندي (تأسست عام 1741م).                       | تركيا                    | غير محدد    | لا يوجد |
| مكتبة سليم آغا (تأسست عام 1782م).                         | تركيا                    | غير محدد    | لا يوجد |
| مكتبة ولي الدين أفندي (تأسست عام 1770م).                  | تركيا                    | غير محدد    | لا يوجد |
| مكتبة البلدية (تأسست عام 1929م).                          | تركيا                    | غير محدد    | لا يوجد |
| مكتبة متحف طوب قابي.                                      | تركيا                    | غير محدد    | لا يوجد |
| متحف الآثار التركية الإسلامية.                            | تركيا                    | غير محدد    | لا يوجد |
| متحف الأركيولوجي.                                         | تركيا                    | غير محدد    | لا يوجد |
| متحف العسكري.                                             | تركيا                    | غير محدد    | لا يوجد |
| متحف البحرية.                                             | تركيا                    | غير محدد    | لا يوجد |
| متحف ديوان أدبياتي.                                       | تركيا                    | غير محدد    | لا يوجد |
| متحف الأوقاف لفن الخط.                                    | تركيا                    | غير محدد    | لا يوجد |
| متحف سادبرك خانم.                                         | تركيا                    | غير محدد    | لا يوجد |
| المكتبة القومية في أنقرة.                                 | تركيا                    | غير محدد    | لا يوجد |
| مكتبة العامة في جَبَه جِي.                                   | تركيا                    | غير محدد    | لا يوجد |
| مكتبة بروسه.                                              | تركيا                    | غير محدد    | لا يوجد |
| مكتبة متحف قويون أوغلى.                                   | تركيا                    | غير محدد    | لا يوجد |
| مكتبة السليمية في آدِرْنَه (تأسست عام 1570م).                | تركيا                    | غير محدد    | لا يوجد |
| مكتبة مولانا في المولويخانة.                              | تركيا                    | غير محدد    | لا يوجد |
| دار الكتب الوطنية                                         | تونس                     | 25000       | لا يوجد |
| مركز دراسة الحضارة الإسلامية                              | تونس                     | 5000        | لا يوجد |
| كلية الشريعة وأصول الدين                                  | تونس                     | 150         | لا يوجد |
| مكتبة البارون درلانجي                                     | تونس                     | 462         | لا يوجد |
| مكتبة الباروني                                            | تونس                     | 573         | لا يوجد |
| مكتبة محمد الحبيب                                         | تونس                     | 206         | لا يوجد |
| مكتبة النيفر (الشيخ الشاذلي)                              | تونس                     | 1000        | لا يوجد |
| زاوية سيدي أحمد التليلي بغريانة                           | تونس                     | 242         | لا يوجد |
| القيروان                                                  | تونس                     | 8000        | لا يوجد |
| مدرسة الشيخ عيسى الجمني بمطماطه                           | تونس                     | 415         | لا يوجد |
| مخطوطات جزر المالديف (ذيبة المهل – المحلديبية)            | المالديف                 | غير محدد    | لا يوجد |
| المكتبة الروسية الوطنية                                   | روسيا                    | غير محدد    | لا يوجد |
| مخطوطات مكتبة بطرسبرغ الوطنية                             | روسيا                    | غير محدد    | ومنها المصحف بمخطوطة باريسينو بطريرولي، وهي أحد أقدم المخطوطات الباقية للقرآن، ويعود إلى القرن السابع. أكبر جزء من المخطوط المتناثر محفوظ في المكتبة الوطنية الفرنسية في باريس تحت الرقم BnF Arabe 328(ab)، ويحتوي على 70 ورقة. كما توجد 46 ورقة أخرى في المكتبة الوطنية الروسية في سانت بطرسبرغ. تم الحفاظ على ورقتين إضافيتين، إحداهما محفوظة في مكتبة الفاتيكان (Vat. Ar. 1605/1) والأخرى في مجموعات خليلي في لندن (KFQ 60)د |
| معهد المخطوطات الشرقية التابع للأكاديمية الروسية للعلوم   | روسيا                    | غير محدد    | لا يوجد |
| مخطوطات ميلاوية في سيلان                                  | سريلانكا                 | غير محدد    | لا يوجد |
| جامعة براتيسلافا                                          | سلوفاكيا                 | غير محدد    | لا يوجد |
| معهد التراث العلمي العربي بحلب                            | سوريا                    | 467         | لا يوجد |
| المكتبة المارونية بحلب                                    | سوريا                    | 1536        | لا يوجد |
| مكتبة سامي إبراهيم حداد بحلب                              | سوريا                    | 350         | لا يوجد |
| مكتبة آل الأتاسي                                          | سوريا                    | 400         | لا يوجد |
| مكتبة الحاكمي الخاصة                                      | سوريا                    | 200         | لا يوجد |
| الجامع الأموي بدمشق                                       | سوريا                    | 2000 (مصحف) | لا يوجد |
| مجمع اللغة العربية (المجمع العلمي العربي سابقا) بدمشق     | سوريا                    | 1210        | لا يوجد |
| مكتبة الأسد الوطنية بدمشق (المكتبة الظاهرية سابقا)        | سوريا                    | 1900        | لا يوجد |
| مكتبة آل عابدين                                           | سوريا                    | 500         | لا يوجد |
| مكتبة أسرة الأزهري                                        | سوريا                    | 300         | لا يوجد |
| مكتبة جامعة بازل                                          | سويسرا                   | غير محدد    | لا يوجد |
| جامعة بلغراد                                              | صربيا                    | غير محدد    | لا يوجد |
| دائرة المخطوطات والوثائق العمانية                         | عمان                     | غير محدد    | تقدير عدد المخطوطات لدى الخواص بسلطنة عمان بثلاثين ألف مخطوط |
| وزارة الأوقاف والشؤون الدينية                             | عمان                     | غير محدد    | لا يوجد |
| وزارة التراث والثقافة                                     | عمان                     | غير محدد    | لا يوجد |
| مكتبة أجامي الأفريقية                                     | غرب أفريقيا              | غير محدد    | مشروع مشترك بين دول غرب أفريقيا |
| مخطوطات صنعاء                                             | غير محدد                 | غير محدد    | لا يوجد |
| المخطوطات العربية في الهند                                | غير محدد                 | غير محدد    | لا يوجد |
| مخطوطات غرب أفريقيا                                       | غير محدد                 | غير محدد    | لا يوجد |
| المكتبة الشرقية لسير القديسين                             | غير محدد                 | غير محدد    | لا يوجد |
| مجموعة بيجابور                                            | غير محدد                 | غير محدد    | لا يوجد |
| المكتبة الوطنية الفرنسية                                  | فرنسا                    | غير محدد    | لا يوجد |
| مكتبات إقليم ألب كوت دازور                                | فرنسا                    | غير محدد    | لا يوجد |
| المكتبة الوطنية بباريس                                    | فرنسا                    | 11600       | العربية 7200، الفارسية 2600، التركية 2000 |
| المكتبة الوطنية الإسرائيلة                                | فلسطين المحتلة           | 2416        | لا يوجد |
| جامعة النجاح الوطنية                                      | فلسطين المحتلة           | غير محدد    | لا يوجد |
| مسجد الجزار في عكا                                        | فلسطين المحتلة           | غير محدد    | لا يوجد |
| المسجد الأقصى                                             | فلسطين المحتلة           | غير محدد    | لا يوجد |
| دار الكتب القطرية                                         | قطر                      | 17000       | لا يوجد |
| مكتبة قطر                                                 | قطر                      | غير محدد    | ومنها مكتبة رقمية، ومكتبة وطنية، ومستودع رقمي للمكتبة الوطنية |
| مخطوطات أكاديمية العلوم                                   | قرغيزستان                | غير محدد    | لا يوجد |
| متحف الآغا خان                                            | كندا                     | غير محدد    | لا يوجد |
| مكتبة جامعة مكغل                                          | كندا                     | غير محدد    | لا يوجد |
| مكتبة مكغل الرقمية                                        | كندا                     | غير محدد    | لا يوجد |
| مبادرة المخطوطات العلمية العربية                          | كندا                     | غير محدد    | مبادرة مشتركة بين جامعة مكغل ومركز مكس بلنك الألماني لتاريخ العلوم |
| جامعة تورنتو (مجموعة تومس فشر)                            | كندا                     | غير محدد    | لا يوجد |
| الجامعة الأمريكية في بيروت                                | لبنان                    | غير محدد    | لا يوجد |
| مكتبة الوانغرا                                            | مالي                     | غير محدد    | لا يوجد |
| مخطوطات تمبكتو                                            | مالي                     | 700000      | متفرقة لدى الناس |
| مكتبة مما حيدرة                                           | مالي                     | غير محدد    | لا يوجد |
| معهد أحمد بابا                                            | مالي                     | غير محدد    | لا يوجد |
| مخطوطة MyManuskrip الماليزية                              | ماليزيا                  | غير محدد    | لا يوجد |
| دار الكتب المصرية                                         | مصر                      | 50394       | لا يوجد |
| مكتبة بلدية الإسكندرية                                    | مصر                      | 4000        | لا يوجد |
| مكتبة بلدية دمنهور                                        | مصر                      | 200         | لا يوجد |
| مكتبة جامع الشيخ ابراهيم                                  | مصر                      | 2250        | لا يوجد |
| مكتبة جامعة الإسكندرية                                    | مصر                      | 900         | لا يوجد |
| دار الكتب بالمنصورة                                       | مصر                      | 338         | لا يوجد |
| مكتبة دمياط                                               | مصر                      | 3325        | لا يوجد |
| مكتبة بلدية سوهاج                                         | مصر                      | 1043        | لا يوجد |
| دار الكتب بالزقازيق                                       | مصر                      | 233         | لا يوجد |
| الخزانة التيمورية                                         | مصر                      | 17000+      | لا يوجد |
| المكتبة الزكية                                            | مصر                      | 1482        | لا يوجد |
| مكتبة الشنقيطي                                            | مصر                      | 345         | لا يوجد |
| مكتبة طلعت                                                | مصر                      | 20000       | لا يوجد |
| مكتبة قولة                                                | مصر                      | 3458        | لا يوجد |
| مكتبة محمد عبده                                           | مصر                      | 108         | لا يوجد |
| دار الكتب بشبين الكوم                                     | مصر                      | 199         | لا يوجد |
| مكتبة مسجد الأزهر (مكتبة عامة)                            | مصر                      | 2500        | لا يوجد |
| مكتبة مسجد الأزهر (مكتبة مسجد الأتراك)                    | مصر                      | 3500        | لا يوجد |
| مكتبة مسجد الأزهر (مكتبة مسجد المغاربة)                   | مصر                      | 1378        | لا يوجد |
| مكتبة مسجد الأزهر (مكتبة مسجد الشوام)                     | مصر                      | 885         | لا يوجد |
| مكتبة السيدة زينب                                         | مصر                      | غير محدد    | لا يوجد |
| جامعة ليدن                                                | هولندا                   | غير محدد    | لا يوجد |
| مكتبة ليدن                                                | هولندا                   | غير محدد    | لا يوجد |
| دار بريل                                                  | هولندا                   | غير محدد    | لا يوجد |
| مكتبة الجامعة الحرة في أمستردام                           | هولندا                   | غير محدد    | لا يوجد |
| مكتبة جامعة أمستردام                                      | هولندا                   | غير محدد    | لا يوجد |
| المعهد الملكي للمناطق الاستوائية                          | هولندا                   | غير محدد    | معظمها من إندونيسي |
| الأكاديمية الهولندية الملكية للفنون والعلوم               | هولندا                   | غير محدد    | لا يوجد |
| متحف الدولة في أمستردام                                   | هولندا                   | غير محدد    | لا يوجد |
| المكتبة الفلسفية في أمستردام                              | هولندا                   | غير محدد    | لا يوجد |
| معهد المخطوطات التابع لأكاديمية علوم تركمانستان           | تركمانستان               | غير محدد    | لا يوجد |
| معهد المخطوطات في طجيكستان (آكاديميا المخطوطات)           | طاجيكستان                | غير محدد    | لا يوجد |
| المكتبة الوطنية الكازاخستانية                             | كازاخستان                | غير محدد    | لا يوجد |
| مكتبة الأحقاف                                             | اليمن                    | غير محدد    | كما قد جمع عبد الله محمد الحبشي في كتابه المخطوطات الموجودة في اليمن والذي عُنون فهرس مخطوطات بعض المكتبات الخاصة في اليمن |
| متحف البحرين الوطني                                       | البحرين                  | غير محدد    | لا يوجد |
| مكتبة الأوقاف بطرابلس                                     | ليبيا                    | غير محدد    | لا يوجد |
| مكتبة تيشيت وشنقيط                                        | موريتانيا                | غير محدد    | لا يوجد |
| مكتبة ودان                                                | موريتانيا                | غير محدد    | لا يوجد |
| مكتبة ولاته                                               | موريتانيا                | غير محدد    | لا يوجد |
| مجموعة الباحث الصيني ما جينغ فو                           | الصين                    | غير محدد    | لا يوجد |
| متحف الفن الإسلامي بكوالالمبور                            | ماليزيا                  | غير محدد    | لا يوجد |
| جامع باعلوي                                               | سنغافورة                 | غير محدد    | لا يوجد |
| مركز إرشاد للدراسات الإسلامية في باكو                     | أذربيجان                 | غير محدد    | لا يوجد |
| مسجد قرية شانجودا - داغستان                               | روسيا                    | غير محدد    | لا يوجد |
| المكتبة الألبانية في تنزانيا                              | تنزانيا                  | غير محدد    | معظمها من زنجبار، وهناك حاجة للبحث لاستخراجها من المناطق القرببة مثل جزيرتي لامو وباتي |
| مكتبة مفون موم (أو مكتبة سلطان فومبان)                    | الكاميرون                | غير محدد    | لا يوجد |
| دار الوثائق الوطنية                                       | ساحل العاج               | غير محدد    | ويوجد كتاب عنوانه فهرس المخطوطات الإسلامية بدار الوثائق الوطنية بدولة ساحل العاج يناقش المخطوطات |
| مكتبات بوركينا فاسو                                       | بوركينا فاسو             | 1240        | ويوجد كتاب عنوانه فهرس المخطو طات الإسلامية بمكتبات بوركينا فاسو يناقش المخطوطات |
| مكتبات غينيا                                              | غينيا                    | 703         | توجد المخطوطات في 11 مكتبة، وتحتوي على 703 مخطوطات |
| مكتبة الشيخ مورمباي                                       | السنغال                  | غير محدد    | لا يوجد |
| مكتبة الشيخ إبراهيم نياس                                  | السنغال                  | غير محدد    | لا يوجد |
| مكتبات بنغلاديش                                           | بنغلاديش                 | 2200        | يوجد في بنجلادش ما يزيد عن 2200 مخطوطة، محفوظة في 12 مكتبة (خاصة ومؤسسية) |
| مكتبات سيراليون                                           | سيراليون                 | 750         | يوجد في سيراليون ما يزيد عن 750 مخطوطة، محفوظة في 13 مكتبة (خاصة ومؤسسية) |
| مكتبة جيبوتي                                              | جيبوتي                   | غير محدد    | لا يوجد |
| مكتبات بروناي                                             | بروناي                   | 200         | يوجد في بروناي دار السلام ما يزيد عن 200 مخطوطة، محفوظة في 5 مكتبات خاصة ومؤسسية |
| مكتبات غامبيا                                             | غامبيا                   | 1490        | يوجد في غامبيا ما يزيد عن 1،490 مخطوطة، محفوظة في 16 مكتبة خاصة |
| معهد البحوث والدراسات الإسلامية في العاصمة بريشتينا       | كوسوفو                   | غير محدد    | لا يوجد |
| مكتبة مسجد حسين باشا في بلييفليا                          | الجبل الأسود             | غير محدد    | لا يوجد |
| مكتبات مقدونيا الشمالية                                   | مقدونيا الشمالية         | غير محدد    | يوجد في مقدونيا الشمالية ما يزيد عن 4،600 مخطوطة، محفوظة في 4 مكتبات مؤسسية |
| مكتبة دير بانتوكراتور المحصن                              | قبرص                     | غير محدد    | لا يوجد |
| دير جبل آثون المقدس                                       | اليونان                  | غير محدد    | لا يوجد |
| مكتبات البرتغال                                           | البرتغال                 | 100         | يوجد في البرتغال ما يزيد عن 100 مخطوطة، محفوظة في 7 مكتبات مؤسسية |
| مكتبات مالطا                                              | مالطا                    | 51          | يوجد في مالطا حوالي 51 مخطوطة، محفوظة في 8 مكتبات مؤسسية |
| المركز الوطني الجورجي                                     | جورجيا                   | غير محدد    | بعضها عربية، وبعضها إسلامية باللغة الجورجية |
| جامعة براتسلافا                                           | تشيكوسلوفاكيا            | غير محدد    | معظمها في الفلك والهيئة والحساب، هناك كتاب فهرس لكاريل بتراتشك عن المخطوطات |
| المكتبة الوطنية النمساوية                                 | النمسا                   | غير محدد    | لا يوجد |
| مخطوطات أرمينيا                                           | أرمينيا                  | غير محدد    | وقد نُظِّم مؤتمر لعرضهم في الأزهر |

## طالع أيضًا
- معهد المخطوطات العربية
- مجلة معهد المخطوطات العربية
- مؤسسة الفرقان للتراث الإسلامي
- قائمة النقوش العربية